# Jacques Fruminet
 (décembre 2008).
Si vous disposez d'ouvrages ou d'articles de référence ou si vous connaissez des sites web de qualité traitant du thème abordé ici, merci de compléter l'article en donnant les références utiles à sa vérifiabilité et en les liant à la section « Notes et références ».
Jacques Maurice Fruminet, né le 4 septembre 1959 à Évaux-et-Ménil dans les Vosges et mort le 7 juin 2014 à Vandœuvre-lès-Nancy (Meurthe-et-Moselle), est un tueur en série français.
Fruminet commet son premier meurtre en mai 1980 à l'âge de 20 ans. Condamné à 15 ans de réclusion criminelle, il est libéré en juin 1989. Trois mois plus tard, il agresse et cambriole une vieille dame. Condamné à quatre ans de prison, il bénéficie d'une permission de sortie, en décembre 1991, au cours de laquelle il agresse sexuellement deux femmes. Condamné à 9 ans de prison, il est libéré en mai 1998 et tue deux autres femmes les 13 et 20 novembre 1998,.
Arrêté le 22 novembre 1998, puis incarcéré, Fruminet est condamné en décembre 2001 à la réclusion criminelle à perpétuité assortie d'une période de sûreté de 22 ans.
Il meurt à la maison d'arrêt de Nancy-Maxéville, le 7 juin 2014,,.

## Biographie

### Jeunesse
Jacques Fruminet naît le 4 septembre 1959 à Évaux-et-Ménil, près de Charmes dans les Vosges.
Benjamin d'une fratrie de sept enfants, il connaît une enfance difficile et grandit au sein d'une famille violente consommant régulièrement de l'alcool avec de nombreux abus. Il raconte qu'il n'est pas aimé, ni de son père, ni de sa mère. Son père, raconte-t-il, le réveille pratiquement toutes les nuits pour le frapper et lui dire qu'il ne voulait que six enfants : étant le septième, il est victime de cette « injustice ». Sa mère, qui le bat régulièrement, vit avec son mari et avec son amant.
Jacques Fruminet est un élève médiocre, ne sachant ni lire, ni écrire, incapable de décrocher le moindre diplôme. Il est traité de « fou » par les habitants du village et décrit comme étant un cas social. Il est placé dans un institut médico-psychologique afin d'y découvrir le monde du travail : il est satisfait de ce séjour durant lequel il y apprend la peinture et la maçonnerie et s'épanouit pour la première fois de sa vie.
Lorsqu'il atteint l'âge de 16 ans, le 4 septembre 1975, Fruminet est retiré de l'institut médico-psychologique à la décision de ses parents. Il s'avère compétent en maçonnerie et décroche un salaire assez important, que ses parents et son beau-père utilisent en intégralité pour payer leurs charges et leurs achats,.

### Service militaire et premières condamnations

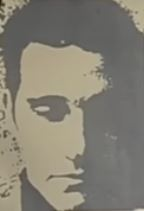
Fruminet lors de son arrestation, en 1980.

En 1976, ne pouvant supporter d'être exploité pour ses revenus, Fruminet s'engage dans l'armée. Il est affecté en Allemagne, dans une unité de Wittlich puis de Trèves,,.
En 1979, il commet plusieurs vols avec violence et déserte son poste. Il est rattrapé et inculpé pour ces faits, mais laissé en liberté. Il comparaît devant le tribunal des Forces Armées de Landau, le 7 juin 1979, et est condamné à une peine de prison avec sursis pour désertion et vol avec violence. Il en sort libre mais ce délit lui vaut d'être renvoyé de l'armée,,.
En octobre 1979, âgé de 20 ans, Fruminet est arrêté pour un nouveau vol commis avec violences. Il est inculpé pour vol avec violence en récidive puis placé en détention provisoire à la Maison d'arrêt de Metz-Queuleu. Le tribunal correctionnel de Metz le condamne, le 23 janvier 1980, à huit mois de prison ferme pour ces faits,,.

### Libération, premier meurtre et détention
Jacques Fruminet est libéré le 27 mai 1980, après sept mois de détention. Il retourne alors à Évaux-et-Ménil, son village natal,.
Dans la nuit du 28 mai 1980, Fruminet commet un meurtre. Il se rend chez une vieille dame du village âgée de 78 ans, Lucie Perrotez, veuve Bottini, dite Andrée Bottini ou généralement Mme Bottini, et pénètre par effraction dans sa chambre à coucher. Fruminet la déshabille, la ligote, la bâillonne et l'étrangle à mort. Pensant trouver une grande somme d'argent, il met en désordre la chambre mais ne parvient à dérober que 21 francs. Après avoir tué et dépouillé Mme Bottini, Fruminet se retourne vers sa victime décédée et tente de la violer. Il quitte les lieux et retourne chez ses parents où il passe la nuit.
Dans la matinée du 29 mai 1980, un habitant d'Évaux-et-Ménil s'étonne que Mme Bottini n'ait pas ouvert ses volets, comme elle le fait systématiquement. Inquiet, le voisin de la vieille dame se rend chez elle et la découvre morte à l'étage. Dans le village, on soupçonne immédiatement Fruminet, qui vient juste de sortir de prison. Selon l'autopsie, la victime aurait été violée car on retrouve des traces de sperme sur l'édredon et sur son corps. Interpellé l'après-midi même à Épinal, Fruminet avoue avoir tué la veuve Bottini, mais nie le viol, qui s'avère être une tentative de viol. Le jeune homme de 20 ans est inculpé de vol et de viol suivi de meurtre puis placé en détention provisoire,.
Fruminet comparaît du 15 au 16 juin 1981 devant la Cour d'assises des Vosges. Il bénéficie de circonstances atténuantes en raison de son enfance chaotique et est condamné à 15 ans de réclusion criminelle. Pendant sa détention, Fruminet passe son permis de conduire ainsi qu'un C.A.P. de cuisinier,, : il est un détenu exemplaire qui ne fait pas parler de lui et que l'on remarque pour sa bonne conduite.
Il se marie le 5 mars 1986 à la Maison centrale d'Ensisheim, mais divorce au bout de quelques mois.

### Libération et ré-incarcérations
Jacques Fruminet est libéré en juin 1989 après 9 ans de détention, bénéficiant d'une libération conditionnelle pour bonne conduite. Il décide de quitter les Vosges pour s'installer à Colmar (Alsace), où personne ne le connaît,,.
En septembre 1989, alors qu'il n'est libre que depuis trois mois, Fruminet agresse une vieille dame dans la gare de Colmar et lui vole son sac à main. Sa victime dépose plainte au commissariat de police et reconnaît Fruminet lorsque l'on lui montre un cliché de lui. Âgé de 30 ans, il est de nouveau arrêté, inculpé de vol et violence volontaire en récidive, puis placé en détention provisoire,,.
Il comparaît le 20 février 1990 devant le Tribunal correctionnel de Colmar et est condamné à quatre ans de prison ferme. Il est alors considéré « dangereux pour la société », mais avec un risque de récidive mineur, bien qu'il reste capable de commettre des actes répréhensibles par la loi lorsqu'il en a l'occasion,,.
En décembre 1991, Fruminet bénéficie de deux jours de permission de sortie. Armé d'un revolver, il commet deux agressions sexuelles sur deux femmes à Colmar : la première dans le centre-ville et la seconde sur un parking de la ville. À la suite des plaintes de ses nouvelles victimes, Fruminet est de nouveau arrêté, inculpé d'évasion, de port d'armes prohibé, de vol avec violence en récidive et d'agressions sexuelles sous la menace d'une arme, puis placé en détention provisoire,,,.
Il comparaît le 27 février 1992 devant le Tribunal correctionnel de Saint-Dié-des-Vosges et est condamné à 9 ans de prison ferme. Il purge sa peine à la Maison centrale d'Ensisheim, où les détenus sont décrits comme étant « d'une extrême dangerosité » et « difficilement curables »,,,.

### Libération et nouveaux meurtres
Jacques Fruminet est libéré le 11 mai 1998, après 6 ans et 5 mois de détention. Il s'installe à Mulhouse, au Foyer Espoir, et exerce le métier de concierge. Sur son lieu de travail, Fruminet tente de s'en prendre à trois femmes : une vieille dame dont il tente de serrer le cou, une autre femme qu'il coince volontairement dans l'ascenseur et la femme de ménage qui souhaite prendre ses distances.
Dans la matinée du 13 novembre 1998, Nicole Kritter, une mère de famille de 41 ans, disparaît en quittant son domicile de Mulhouse. Vers 5h30, Fruminet la braque à l'aide de son arme — elle ne sera jamais retrouvée — et tente de lui imposer un rapport sexuel, qu'elle refuse. Fruminet l'attache alors à l'aide de fil électrique et tente une seconde fois un rapport sexuel, qu'elle refuse également. Fruminet la tue par strangulation avant de la violer post-mortem. Il scinde le corps en deux, l'enveloppe dans des sacs-poubelle, puis l'attache à deux grilles d'égouts, avant de le jeter dans le Canal du Rhône au Rhin. En fin d'après-midi, Jean-Marc Kritter, le mari de Nicole Kritter signale sa disparition, mais elle n'est pas prise au sérieux,.
Le 17 novembre 1998, la Peugeot 205 de Nicole Kritter est retrouvée dans un quartier résidentiel de Riedisheim. Les policiers y retrouvent des cendres de cigarettes, le siège passager-avant en position couchée, et constatent que l'alarme a été arrachée.
Dans la soirée du 20 novembre 1998, Sylvie Arcangeli, 33 ans, démarre sa voiture sur le parking de la gare de Colmar. Vers 22h, Fruminet l'arrête et la menace à l'aide de son arme. Il la jette à terre et l'installe sur le côté passager de sa voiture, la ligote en prenant soin de rabattre le siège, dans l'intention de lui imposer un rapport sexuel. Face au refus de la jeune femme, Fruminet la tue par strangulation. À la suite de ce nouveau crime, Fruminet dépose le cadavre de sa victime dans le coffre et incendie la voiture. Ce faisant, Fruminet se brûle les mains de manière involontaire. Les débris de la voiture sont retrouvés le soir même et le corps sans vie de Sylvie Arcangeli est découvert entièrement calciné. Le commissaire Christian Aghroum, chargé de l'affaire, ouvre une information judiciaire pour meurtre. L'état de la voiture laisse penser que l'auteur a subi un retour de flammes,,.

### Arrestation et détention provisoire

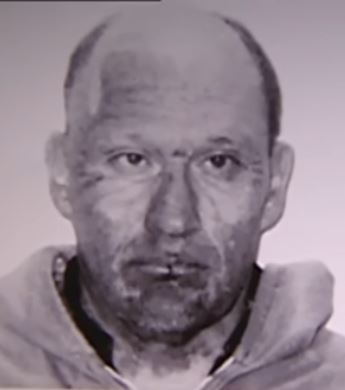
Fruminet, au lendemain de son arrestation, le 23 novembre 1998.

Le 22 novembre 1998, Fruminet se rend de lui-même au poste de police, en justifiant la présence de ses brûlures par une agression subie le jour du crime. Il raconte qu'à la suite de cela, il s'est rendu en direction de la voiture carbonisée pour essayer d'éteindre le brasier. Le comportement de Fruminet est jugé « suspect » et suscite l'intérêt des policiers qui le retiennent en garde à vue. Ils découvrent qu'il s'agit d'un multirécidiviste âgé de 39 ans qui a déjà passé plus de 18 ans de sa vie en prison. Ses multiples condamnations sont examinées (meurtre accompagné de viol, vol avec violence et agressions à caractère sexuel) et ses brûlures concordent avec le meurtre de Sylvie Arcangeli.
Lorsqu'il avoue ce crime en garde à vue, Fruminet déclare qu'il entretenait une relation avec la victime puis déclare l'avoir tuée parce qu'elle aurait mis un terme à cette relation. À l'issue de sa garde à vue, le 24 novembre 1998, il est mis en examen pour meurtre accompagné de viol commis en état de récidive et destruction de preuves. Il est placé en détention provisoire à la Maison d'arrêt de Strasbourg.
Au vu des antécédents de Fruminet, les policiers font rapidement un rapprochement avec la disparition de Nicole Kritter. Des battues sont organisées, mais ne débouchent sur aucune découverte. Les policiers décident de sonder le Canal du Rhône au Rhin. Après trois jours de sondage, le corps est retrouvé à sept mètres de fond le 4 décembre 1998, enveloppé dans des sacs-poubelle et attaché à deux grilles d'égouts,. 

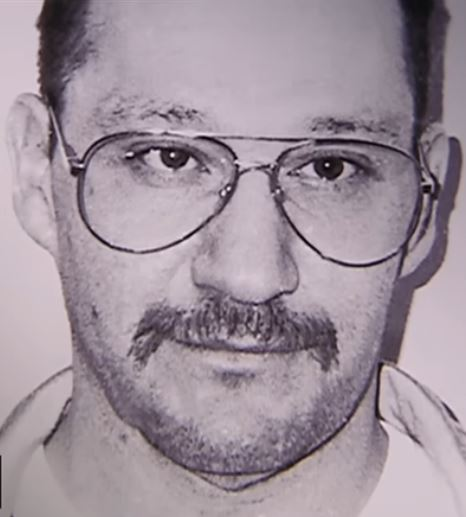
Fruminet, lors de sa mise en examen pour l'assassinat de Nicole Kritter, en novembre 2000.

La similarité des deux affaires éveille les soupçons des policiers car, de la même manière que pour Sylvie Arcangeli, Nicole Kritter a été étranglée et son pantalon baissé, ce qui fait penser à un viol.  Cette hypothèse est cependant impossible à vérifier en raison du long séjour du corps dans l'eau. De plus, le siège du passager-avant de la voiture de la disparue était abaissé comme celui de la voiture incendiée de Sylvie Arcangeli. En outre on trouve sur le lieu de travail de Fruminet des sacs-poubelles et des plaques d'égouts similaires à ceux qui ont été utilisés pour le crime. Hormis ces éléments matériels, les enquêteurs apprennent que Fruminet connaissait Nicole Kritter et qu'il avait tenté de la séduire sans y parvenir,,,.
Le 14 novembre 2000, Fruminet est placé en garde à vue pour l'assassinat de Nicole Kritter. Interrogé, il nie l'avoir tuée et prétend avoir eu une relation avec elle. Il affirme que Nicole Kritter le harcelait pour obtenir des relations sexuelles. Selon lui, elle lui aurait rendu visite le jour de sa disparition et se serait suicidée en prenant des médicaments antidépresseurs en sa présence. Fruminet raconte qu'il a paniqué à cause de ses antécédents judiciaires, puis qu'il a lesté et jeté le corps dans le Canal du Rhône au Rhin. Il est mis en examen le 16 novembre 2000 pour viol et assassinat commis en récidive, puis reconduit à la Maison d'arrêt de Strasbourg,.
Fruminet est renvoyé devant la Cour d'assises de Colmar pour viol et assassinat en ce qui concerne Nicole Kritter, et pour meurtre accompagné de viol en état de récidive, en ce qui concerne Sylvie Arcangeli.

### Procès et condamnation
Le procès de Jacques Fruminet s'ouvre le 10 décembre 2001 devant la Cour d'assises de Colmar.
L'accusé, âgé de 42 ans, apparaît comme souffrant d'obésité, ayant pris trente kilos au cours de ses trois ans de détention préventive. Le jugement débute dans une atmosphère lourde. Les proches de Sylvie Arcangeli déplorent le laxisme de la justice à l'égard de l'accusé. La défense de Fruminet est assurée par Marie-Paule Debes-Lochner. Thierry Moser est l'avocat de la famille de Nicole Kritter. Au deuxième jour du procès, une vieille dame que Fruminet avait agressée en décembre 1991, témoigne de sa peur et de l'arme qu'il avait utilisée pour qu'elle se soumette à lui. Au troisième jour du procès, Fruminet perd son calme et s'en prend verbalement au journaliste Roland Dinkel qu'il traite de prétentieux. Il tente d'enjamber les rangs de la cour mais est retenu par les policiers. Sa version concernant l'assassinat et le viol de Nicole Kritter est modifiée : il affirme l'avoir forcée à avaler les antidépresseurs. Les psychiatres sont unanimes quant à la personnalité de Fruminet : tous décrivent un « pervers incurable » et « irréadaptable »,.
Le 14 décembre 2001, Jacques Fruminet est condamné à la réclusion criminelle à perpétuité assortie d'une période de sûreté de 22 ans,,.

### Mort
Jacques Fruminet meurt le 7 juin 2014 à la Maison d'arrêt de Nancy-Maxéville, à Vandœuvre-lès-Nancy,. Détenu depuis novembre 1998, il aurait pu demander une libération conditionnelle à partir de novembre 2020. Il a passé près de 34 ans de sa vie en prison .

## Un«homme aux mille et un visages»

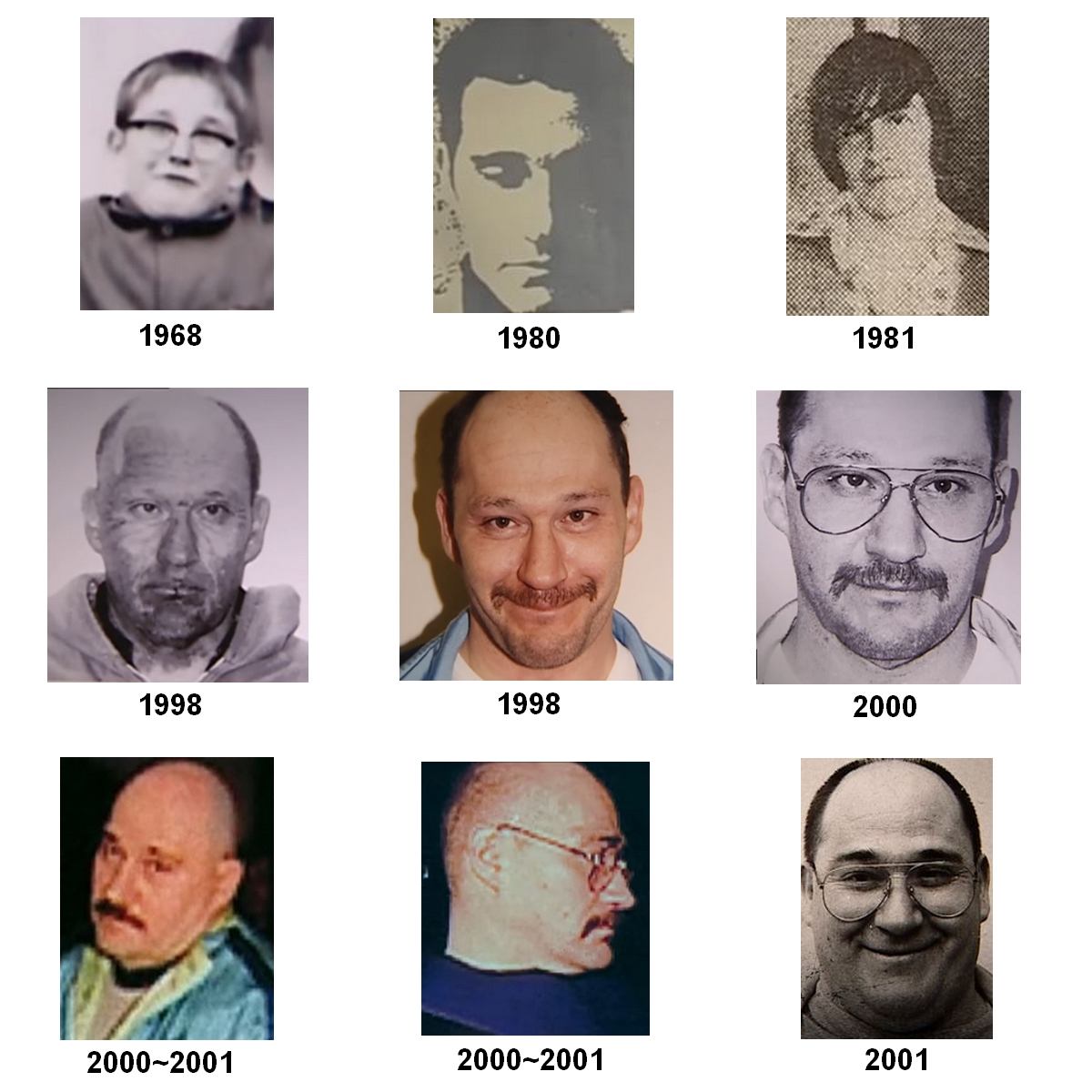
Les différents visages de Jacques Fruminet entre 1968 et 2001.

Parmi les archives et documentaires retraçant le parcours de Fruminet, tous sont frappés par le changement de son visage au fil des mois ou des années d'instructions.
Dans l'émission Faites entrer l'accusé, diffusée en décembre 2008, le journaliste Christophe Hondelatte évoque ce changement d'apparence physique comme la caractéristique d'une personne capable de se fondre dans la masse. 
Jacques Fruminet a pu être classé dans la catégorie des tueurs en série pour plusieurs raisons :
- il est serviable et gentil aux yeux de ses amis ;
- il a un emploi fixe ;
- il prend du plaisir à commettre ses crimes ;
- il baisse le pantalon de ses victimes après les avoir tuées.
- il retourne travailler après ses crimes, comme si de rien n'était ;
- son comportement en détention est irréprochable ;
- son comportement discret le rend insoupçonnable[2].

## Liste des victimes connues
| Les faits        | Les faits                    | Découverte       | Découverte                      | Identité                      | Âge | Profession / Activité / Statut |
| Date             | Lieu                         | Date             | Lieu                            | Identité                      | Âge | Profession / Activité / Statut |
| ---------------- | ---------------------------- | ---------------- | ------------------------------- | ----------------------------- | --- | ------------------------------ |
| 28 mai 1980      | Évaux-et-Ménil               | 29 mai 1980      | Évaux-et-Ménil                  | Lucie-Andrée Perrotez-Bottini | 78  | Veuve                          |
| septembre 1989   | parking de la gare de Colmar | septembre 1989   | parking de la gare de Colmar    | femme âgée                    | ?   | Retraitée                      |
| décembre 1991    | Colmar                       | décembre 1991    | Centre-ville de Colmar          | femme                         | ?   | ?                              |
| décembre 1991    | parking de Colmar            | décembre 1991    | parking de Colmar               | femme                         | ?   | ?                              |
| 13 novembre 1998 | rue du Maroc à Mulhouse      | 4 décembre 1998  | Grand canal d'Alsace à Mulhouse | Nicole Kritter                | 41  | Responsable de rayon           |
| 20 novembre 1998 | parking de la gare de Colmar | 20 novembre 1998 | parking de la gare de Colmar    | Sylvie Arcangeli              | 33  | ?                              |

### Documentaire télévisé
: document utilisé comme source pour la rédaction de cet article.
- « Jacques Fruminet, tueur de femmes » en décembre 2008 et août 2010 dans Faites entrer l'accusé présenté par Christophe Hondelatte sur France 2.

### Articles de presse
- Philippe Marchegay, « Le violeur multirécidiviste devant les assises », sur leparisien.fr, 11 décembre 2001 (consulté le 26 janvier 2015)